# (5473) Yamanashi
(5473) Yamanashi ist ein Asteroid des Hauptgürtels, der am 5. November 1988 von den japanischen Astronomen Yoshio Kushida und Osamu Muramatsu am Yatsugatake South Base Observatory (IAU-Code 896) entdeckt wurde.
Der Asteroid wurde nach der Präfektur Yamanashi auf der Insel Honshū benannt. Das Yatsugatake South Base Observatory ist dort beheimatet. Gleichzeitig dient die Präfektur als Ausgangspunkt für Touren auf den Fuji, der zum Teil auf ihrem Gebiet liegt.